# Grafem
Grafemul este cea mai mică unitate semantică distinctivă a unei limbi scrise, analogă  fonemului în limba vorbită. În scrierea alfabetică corespunde literei.
Un grafem poate avea sau nu înțeles în sine. Grafemele includ litere, logotipuri, ideograme, cifre, semne de punctuație și așa mai departe.
Cuvântul grafem vine de la cuvântul grecesc γράφω gráphō („a scrie”) și sufixul -em. Studiul grafemelor se numește grafemică.

## Notație
Grafemele sunt deseori scrise în paranteze ascuțite, de exemplu ⟨a⟩, ⟨B⟩ și așa mai departe. Prin analogie, fonemele se scriu între bare oblice (de exemplu, /a/, /b/), iar parantezele pătrate sunt folosite pentru transcrierile fonetice ([a], [b]).

## Tipuri de grafeme
Principalele tipuri de grafeme sunt logogramele, care reprezintă morfeme (de exemplu, caractere chinezești, semnul &, care înseamnă „și” sau „cu”; de asemenea cifre arabe; semnele silabice care reprezintă silabe (de exemplu, în kana ale limbii japoneze); litere alfabetice, care în mare corespund fonemelor. 